# شامكير
شامكير (بالإنجليزية: Şəmkir) هي مستوطنة، ومدينة تتبع مقاطعة شمكير . بلغ عدد سكانها 40600 نسمة ورمزها البريدي هو AZ 5700 .

## معرض صور

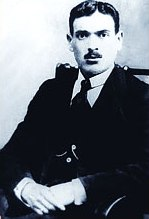
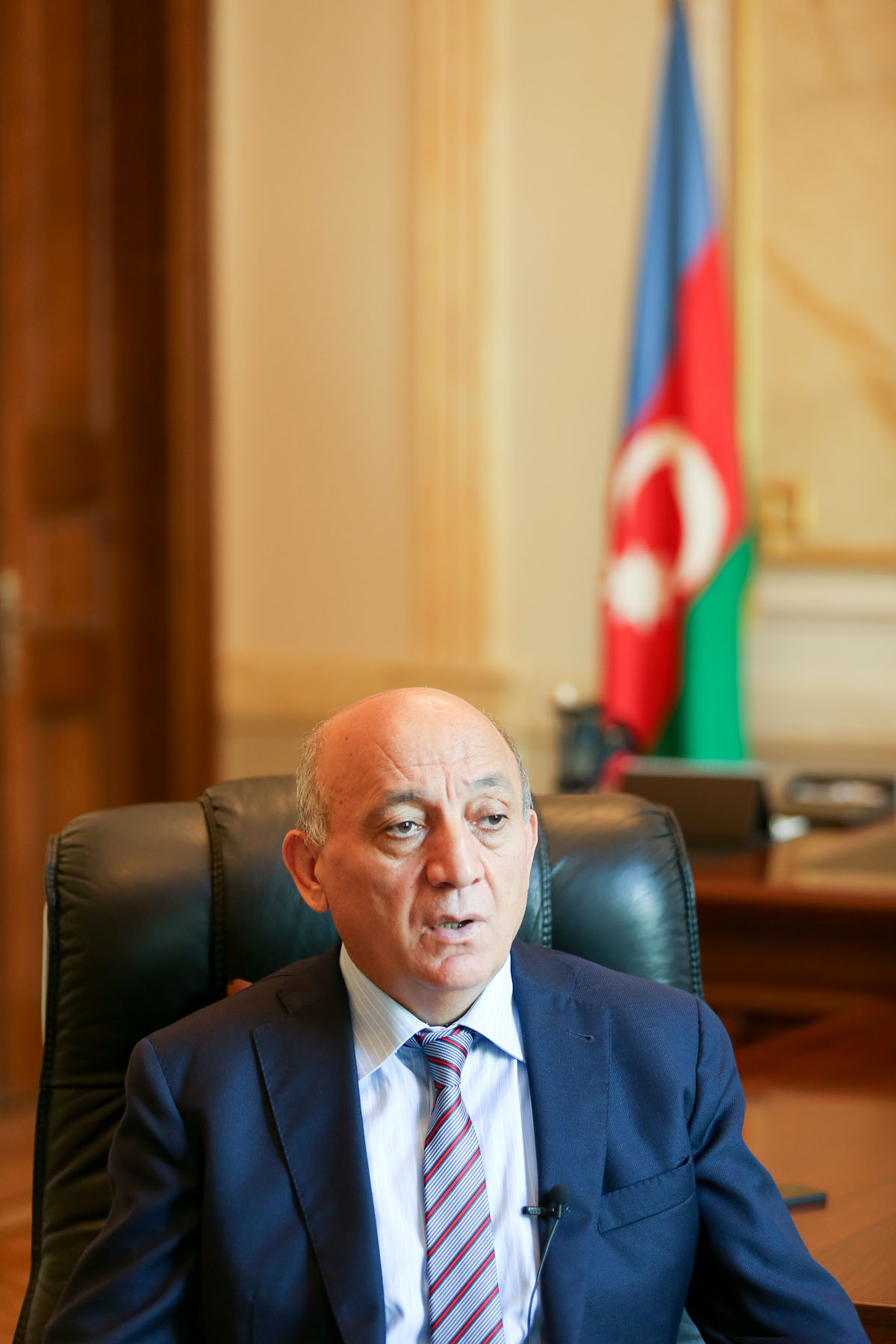
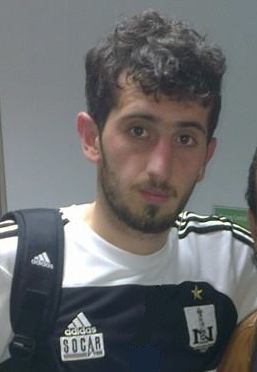

## سكان
وفقًا للتعداد السكاني لعموم الاتحاد لعام 1989، عاش 27,917 شخصًا في شمخور 